# Liste der Monuments historiques in Villepreux
Die Liste der Monuments historiques in Villepreux führt die Monuments historiques in der französischen Gemeinde Villepreux auf.

## Liste der Bauwerke
| Bezeichnung                      | Beschreibung | Standort                       | Kennzeichnung | Schutzstatus | Datum | Bild |
| -------------------------------- | ------------ | ------------------------------ | ------------- | ------------ | ----- | ---- |
| Château de Grand’Maisons         | Schloss      | (Lage)                         | PA00087783    | Inscrit      | 1970  |      |
| Hangar agricole de Grand’Maisons |              | Chemin de Grand’Maisons (Lage) | PA78000031    | Inscrit      | 2010  |      |
| Maison Saint-Vincent-de-Paul     |              | 1, rue Pierre-Curie (Lage)     | PA00087784    | Inscrit      | 1975  |      |

## Liste der Objekte
- Monuments historiques (Objekte) in Villepreux in der Base Palissy des französischen Kultusministeriums